# Аугуст Петерман
Аугуст Хайнрих Петерман (на немски: August Heinrich Petermann) е германски географ и картограф.

## Биография
Роден е на 18 април 1822 година в малкото градче Блайхероде в Тюрингия. Завършва гимназия в близкия град Нордхаузен. На 17-годишна възраст влиза в Географската художествена школа в Потсдам, а през 1845 година в Единбург подпомага д-р Кейт Джонсън при издаването на английската версия на „Физическия атлас“ на Хайнрих Бергхаус.
През 1847 година се установява в Лондон и публикува редица научни трудове, сред които и данни за напредъка на експедицията на Джеймс Ричърдсън, Хайнрих Барт, Адолф Офервег и Карл Фогел, в Централна Африка до 1854 година. Картата, която публикува, представлява най-точната за времето си на района на езерото Чад.
През 1854 година става директор на Географския институт „Юстус Партес“ в Гота, а през 1855 започва издаването на географския журнал „Петерманс Географише Митейлунген“, просъществувал до 2004 година. Докато той го редактира, журналът му се ползва със световна репутация. Петерман участва в редакцията на 4, 5 и 6-о издания на Стийлърс Хендатлас. Негов ученик тогава е Ернст Равенщайн.
През 1869 година на базата на последните по това време етнографски проучвания издава карта за разпространението на славяните на Балканите и в Карпато-Дунавския регион. Автор на текста към картата е хърватският професор Франц Брадашка.
По предложение на Робърт Бунсен Кралица Виктория го назначава за кралски физически географ, заради приносите му към познанието на Северния полюс и Африка.
Аугуст Петерман се самоубива в Гота на 25 септември 1878 година на 56-годишна възраст.